# Matogoro
Matogoro ist ein Verwaltungsbezirk (Ward) des Distrikts Songea (MC) in der tansanischen Region Ruvuma.

## Geografie
Matogoro liegt im Südwesten von Tansania. Es ist ein Stadtteil im Südosten der Regionshauptstadt Songea. Er grenzt im Norden an SeedFarm und Mletele, im Osten und Süden an Matimira und im Westen an den zweigeteilten Bezirk Ndilimalitembo und an Mateka. Bei der Volkszählung 2022 lebten 7692 Menschen in 1911 Haushalten auf einer Fläche von 34,8 Quadratkilometern.

## Gliederung
Der Bezirk besteht aus vier Stadtteilen (Mtaa):
- Mtogoro Kati
- Mahiro
- Mkwawa
- Chemchem

## Infrastruktur
- Bildung: Im Bezirk liegen zwei staatliche weiterführende Schulen. Die Matogoro Secondary School[8] und die Kalembo Secondary School[9] bilden beide Jugendliche bis zur 4. Stufe aus.
- Gesundheit: In Matogoro gibt es eine staatliche Apotheke.[10]